# Roll in Peace
„Roll in Peace” – piosenka amerykańskiego rapera Kodaka Blacka z gościnnym udziałem XXXTentacion. Był to główny singel z jego piątej składanki Project Baby 2 (2017). Został wydany w dniu 7 listopada 2017 roku, przez Dollaz N Dealz Entertainment, Sniper Gang i Atlantic Records. Utwór wyprodukował London on da Track wraz z Cubeatz.

## Teledysk
Towarzyszący piosence teledysk miał swoją premierę 15 stycznia 2018 r. Na koncie YouTube Kodaka. Wideo rozpoczyna się od ukazania manekina ubranego w strój policjanta na rozprawie sądowej, następnie widać Kodaka rapującego na sali sądowej, a później w kościele, ubranego w pomarańczowy kombinezon więzienny. XXXTentacion nie pojawił się w teledysku.

## Sprzedaż
"Roll in Peace" zadebiutowało pod numerem 53 na Billboard Hot 100 w dniu 9 września 2017 r. Piosenka później znalazła się na 31 miejscu w dniu 3 lutego 2018 roku. Spędziła 26 tygodni na liście, zanim z niej wypadła w dniu 3 marca 2018 roku. W lutym 2018 roku piosenka otrzymała platynę od Recording Industry Association of America (RIAA) za sprzedaż 1 000 000 egzemplarzy w Stanach Zjednoczonych.

## Remiksy
Powstało kilka remiksów piosenki, wydanych przez takich artystów jak: Migos, Gucci Mane, Travis Scott, Lil Wayne, Nasty C, Remy Ma i T-Pain. Wersja „Aussie Mix” została  stworzona przez australijskich raperów ChillinIt i Wombat.

## Pozycje pod koniec tygodnia
| Lista (2017–18)                       | Pozycja |
| ------------------------------------- | ------- |
| Kanada (Canadian Hot 100)             | 64      |
| USA Billboard Hot 100                 | 31      |
| USA Hot R&B/Hip-Hop Songs (Billboard) | 16      |
| USA Rhythmic (Billboard)              | 31      |

### Pozycje pod koniec roku
| Lista (2017)                          | Pozycja |
| ------------------------------------- | ------- |
| USA Hot R&B/Hip-Hop Songs (Billboard) | 72      |
| Lista (2018)                          | Pozycja |
| USA Hot R&B/Hip-Hop Songs (Billboard) | 65      |
| Lista (2019)                          | Pozycja |
| Portugalia (AFP)                      | 1593    |

## Certyfikaty
| Kraj                  | Certyfikat | Ilość sprzedanych egzemplarzy |
| --------------------- | ---------- | ----------------------------- |
| Wielka Brytania (BPI) | Srebro     | 200,000                       |
| USA (RIAA)            | 3× Platyna | 3,000,000                     |